# Krigskirurg
Krigskirurgi er ikke et selvstændigt kirurgisk speciale, men snarere en speciel form for kirurgiske principper, som egner sig specielt til krigsskader (ofte såkaldte højenergiskader) og generelt til krigsforhold, med alt hvad det indebærer af primitive faciliteter og urent miljø. Krigskirurgi er dog grundlæggende baseret på almindelig kirurgi. 
Krigskirurger kendes helt tilbage til Romerriget hvor de første hospitaler blev oprettet til brug for sårede soldater . I Danmark blev i 1700-tallet krigskirurgien fremmet ved oprettelsen af det Chirurgiske Akademie der skulle uddanne trænede kirurger især til brug for flåden .
Krigsskaderne opereres efter nogle forholdsvis simple retningslinjer hvor det gælder om at undgå at patienten får infektion i sine sår og dermed øger hans chancer for overlevelse. Det senere kosmetiske, og af og til også funktionelle, resultat er sekundært til "sikkerheden" for overlevelsen. Udføres primært af ortopædkirurger og parenchymkirurger ("mave-tarmkirurger") med assistance fra anæstesiologer ("narkoselæger"). 
Det danske forsvar har et antal (krigs-)kirurger som er ansat i "delestillinger" på Rigshospitalets Traumecenter, ortopædkirurgisk og kirurgisk-gastroenterologisk afd. Disse har (ligesom alle andre læger der har aftjent værnepligt i Forsvarets Sundhedstjeneste) en uddannelse i krigskirurgi. Der er nu oprettet tilsvarende stillinger på andre større sygehuse. Tillige er der anæstesiologer i "delestillinger". Ovennævnte læger udsendes på skift af forsvaret til de udenlandske missioner hvor der er danske tropper.